# Herrère
Herrère (okzitanisch: Herrèra) ist eine französische Gemeinde mit 389 Einwohnern (Stand: 1. Januar 2022) im Département Pyrénées-Atlantiques in der Region Nouvelle-Aquitaine (vor 2016: Aquitanien). Sie gehört zum Arrondissement Oloron-Sainte-Marie und zum Kanton Oloron-Sainte-Marie-2 (bis 2015: Kanton Oloron-Sainte-Marie-Est). Die Einwohner werden Herrèrois genannt.

## Geographie
Herrère liegt etwa 19 Kilometer südwestlich von Pau in der historischen Provinz Béarn. Der Gave d’Ossau durchquert die Gemeinde. Umgeben wird Herrère von den Nachbargemeinden Escout im Norden und Nordwesten, Escou im Norden und Nordosten, Ogeu-les-Bains im Osten sowie Oloron-Sainte-Marie im Süden und Westen.
Die Bahnstrecke Pau–Canfranc und die Route nationale 134 führen durch die Gemeinde. Im Gemeindegebiet befindet sich auch der Flugplatz Oloron-Herrère.

## Bevölkerungsentwicklung
| Jahr                      | 1962 | 1968 | 1975 | 1982 | 1990 | 1999 | 2006 | 2013 |
| Einwohner                 | 281  | 288  | 309  | 324  | 374  | 369  | 365  | 362  |
| Quelle: Cassini und INSEE |      |      |      |      |      |      |      |      |

## Sehenswürdigkeiten

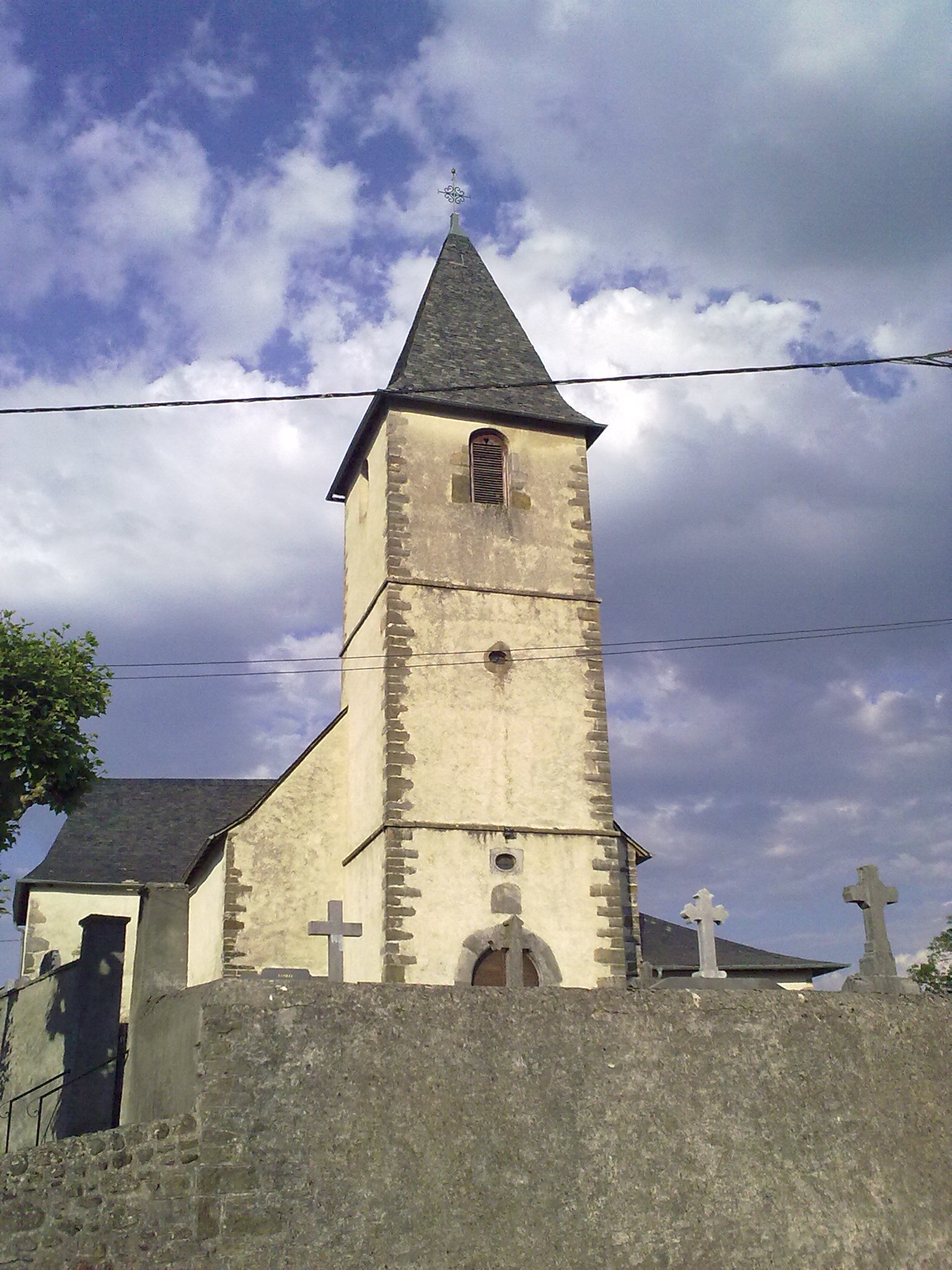
Kirche Saint-Jean-Baptiste

- Kirche Saint-Jean-Baptiste